# 白川の定理

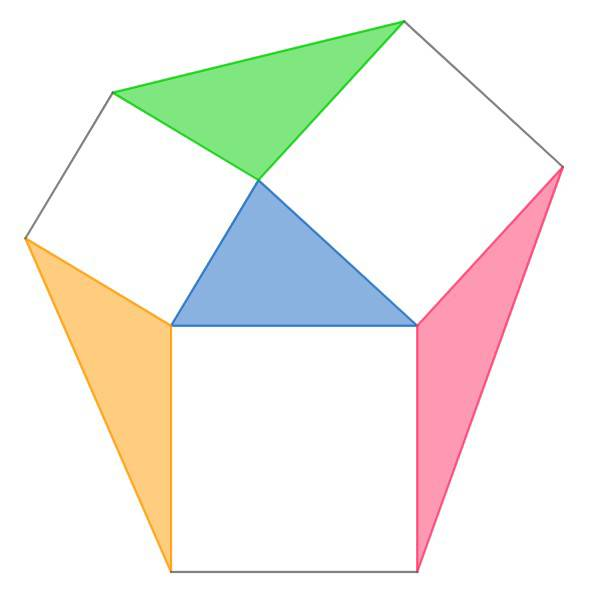
青と赤と橙と緑の三角形の面積は等しい。

白川の定理（しらかわのていり）とは幾何学の三角形に関する定理である。 当時、高校1年生だった白川昌宏が発見し、盛岡第一高等学校少年少女数学愛好会により1990年9月8日に発行された「取れたての定理です」第1巻において発表された。 

## 定理
△ABCに正方形ABB′A″, BCC′B″, CAA′C″が外接しているとき、 
△ABC=△AA′A″=△BB′B″=△CC′C″
である。
当時の証明は元の三角形が直角三角形であることが条件だったが、後に宮本次郎により一般の三角形でも成り立つことが判明した。

## 証明
△ABCに正方形ABB′A″, BCC′B″, CAA′C″が外接しているとき、
- △ABCの内角で ∠BAC = α

- △AA′A″の内角で ∠A′AA″ = α′

- △ABC = S, AC = AA′ = b, AB = AA″ = c

とする。
{\displaystyle \bigtriangleup ABC=S={\frac {1}{2}}AC\cdot AB\sin \alpha }
なので、
{\displaystyle \sin \alpha ={\frac {2S}{bc}}}　(1)
と表せる。
仮定より、
∠A′AC + α + ∠A″AB + α′ = 360°
が成り立つ。正方形なので
90° + α + 90° + α′ = 360°,
α + α′ = 180°,
α′ = 180° − α,
sin α′ = sin(180° − α),
sin α′ = sin α.　 (2)
(1), (2)より、△AA′A″の面積は、
{\displaystyle {\begin{aligned}\bigtriangleup AA'A''&={\frac {1}{2}}AA'\cdot AA''\sin \alpha '\\&={\frac {1}{2}}bc\cdot {\frac {2S}{bc}}=S.\end{aligned}}}
同様に
△BB′B″=S,
△CC′C″=S.
依って、
△ABC=△AA′A″=△BB′B″=△CC′C″
は示された。